# 살라망카 CF UDS
살라망카 CF UDS(스페인어: Salamanca Club de Fútbol UDS)는 스페인 카스티야이레온주 살라망카도 살라망카를 연고로 하는 축구단이다. UD 살라망카가 해체된 이후 2013년에 창단되었으며, 세군다 페데라시온에 참가하고 있다.

## 역대 감독
| 감독        | 임기        |
| ----------- | ----------- |
| 라몬 칼데레 | 2017 ~ 2018 |